# Министерство культуры КНР
Министерство культуры КНР (В 2018 году было преобразовано в Министерства культуры и туризма КНР) (кит. трад. 文化部) — министерство в правительстве Китайской Народной Республики, которое отвечает за политику в сфере культуры и прочей деятельности в стране, включая управление национальных музеев и памятников, пропаганда и содействие правительственной политике, поощрение и защита искусства (изящные искусства, фольклор, театр, музыка, танцы, архитектура, литература, телевидение и кинематограф) локально и за рубежом; управление национальными архивами и региональными центрами культуры. Головной офис находится в районе Чаоян, Пекин. В августе 2011 года министерство отправило список из 100 песен, включая песню «Иуда» Леди Гага, «Последняя ночь пятницы» Кэти Перри и «I Want It That Way» Backstreet Boys, которые должны быть удалены из китайских сайтов для скачивания музыки ввиду того что они не были поданы для обязательной правительственной экспертизы на наличие анти-китайского политического подтекста.

## Список министров культуры КНР[4]
| 1.  |  | Шэнь Яньбин  | 沈雁冰(茅盾) | 1949—1965 |
| 2.  |  | Лу Динъи     | 陆定一       | 1965—1970 |
| 3.  |  | Сяо Вандун   | 肖望东       | 1966—1967 |
| 4.  |  | Юй Хуэйюн    | 于会泳       | 1975—1977 |
| 5.  |  | Хуан Чжэнь   | 黄镇         | 1977—1980 |
| 6.  |  | Чжоу Вэйчжи  | 周巍峙       | 1980—1982 |
| 7.  |  | Чжу Мучжи    | 朱穆之       | 1982—1986 |
| 8.  |  | Ван Мэн      | 沈雁冰(茅盾) | 1986—1989 |
| 9.  |  | Хэ Цзинчжи   | 贺敬之       | 1989—1992 |
| 10. |  | Лю Чжундэ    | 刘忠德       | 1992—1998 |
| 11. |  | Сунь Цзячжэн | 孫家正       | 1998—2008 |
| 12. |  | Цай У        | 蔡武         | 2008—2014 |
| 13  |  | Ло Шуган     | 雒树刚       | 2014—2018 |